# Trachylepis spilogaster
Trachylepis spilogaster är en ödleart som beskrevs av  Peters 1882. Trachylepis spilogaster ingår i släktet Trachylepis och familjen skinkar. Inga underarter finns listade i Catalogue of Life.